# Столожан, Теодор
Теодор Думитру Столожа́н (рум. Theodor Dumitru Stolojan, [teˈodor stoloˈʒan]; род. 24 октября 1943, Тырговиште, Румыния) — румынский политик и экономист, премьер-министр Румынии с 16 октября 1991 по 18 ноября 1992 года.

## Биография
В 1966 году окончил Академию экономических наук в Бухаресте, в 1980 году получил учёную степень по экономике. С 1972 года — на работе в министерстве финансов. Вместе с Николае Вэкэрою работал также в комитете по планированию. В первом правительстве после свержения Чаушеску (кабинет Петре Романа, 1990—1991) был министром финансов. Возглавлял Национальное агентство по приватизации. В октябре 1991 года стал премьер-министром страны после отставки Романа из-за шахтёрских выступлений. В его правительстве Адриан Нэстасе был министром иностранных дел, а Траян Бэсеску — министром транспорта.
В 1993—1998 годах работал во Всемирном банке. В 2000 году вернулся в большую политику, тогда же участвовал в президентских выборах как член Национальной либеральной партии Румынии, но занял третье место, набрав 1 321 420 (11,78 %) голосов. В 2002—2004 годах возглавлял НЛПР, в 2006—2007 — Либерально-демократическую партию (в 2008 году слилась с Демократической партией в Демократическую либеральную партию). В настоящее время — председатель фракции ДЛП в Европарламенте. Вице-председатель комитета по экономической политике, член комитета по финансовому, экономическому и социальному кризису и делегации ЕС—Турция. Также участвует в работе комитета по бюджетам, делегаций ЕС—Молдова и Евронест.
С 2002 года — профессор Университета Трансильвании в Брашове.